# Batanes
Batanes is de noordelijkste provincie van de Filipijnen. De provincie maakt deel uit van regio II (Cagayan Valley). De Bataneilanden, die samen de provincie vormen, liggen in de Straat Luzon op zo'n 190 km ten zuiden van Taiwan. De hoofdstad van de provincie is Basco op het eiland Batan. Bij de census van 2015 telde de provincie ruim 17 duizend inwoners en is daarmee zowel qua landoppervlakte als inwonertal de kleinste provincie van het land.

## Geschiedenis
De voorouders van de huidige bewoners van Batanes, de Ivatan, zijn afstammelingen van Austronesiërs die zo'n 2000 jaar voor Christus naar de Bataneilanden trokken. Zij woonden in gefortificeerde gebieden in de bergen genaamd idjangs en dronken wijn van suikerriet (ook wel: palek genoemd). Ze gebruikten goud als geldeenheid en bouwden in de loop der jaren een voortvarende agrarische gemeenschap op. Daarnaast waren het ook zeevaarders en bootbouwers. Tussen de 6e eeuw en 10e eeuw kwamen de Chinezen veelvuldig naar Batanes om te handelen. Tegenwoordig kunnen nog steeds resten van Chinees keramiek gevonden worden op Batan.
In 1687 deed William Dampier de eilanden aan. Hij noemde Itbayat Orange Island naar Willem III, Batan werd Grafton Island genoemd en Sabtang werd Monmouth Island genoemd naar de hertog van Monmouth. Dampier bleef zo'n drie maanden op de eilanden en claimde ze niet voor de Britse kroon.
De Spanjaarden bereikten de Bataneilanden pas ongeveer een eeuw nadat ze zich in Manilla gevestigd hadden. In 1686 probeerde broeder Mateo González samen met broeder Juan Rois een dominicaanse missiepost te vestigen op de Bataneseilanden. Deze poging strandde in 1688 toen in korte tijd zowel González als Rois overleed. De missiepost werd daarop in 1718 opnieuw opgestart op het eiland Cagayan door een andere dominicaan. Er werd een som van 5390 pesos besteed afkomstig uit de schatkist van Nieuw-Spanje om de lokale bewoners van de heuvels in de binnenlanden van de eilanden naar de kust van Cagayan te verhuizen. Slechts ongeveer 150 mensen werden uiteindelijk verhuisd. De helft daarvan overleed in korte tijd door slechte omstandigheden in hun nieuwe woonplek. Ook de dominicaanse broeder werd ziek en overleed, waarna de missiepost werd opgegeven door de Spanjaarden. In 1754 en 1755 deden opnieuw twee missionarissen een poging om zich op de eilanden te vestigen en de lokale bewoners te bekeren, maar ook die pogingen faalden, net als pogingen van weer andere geestelijken in de jaren daarop.
Pas in 1783 onder het gezag van gouverneur-generaal Jose Basco y Vargas wisten de Spanjaarden de Bataneseilanden uiteindelijk succesvol te claimen. In 1790 werd de Ivatan bevolen om de bergen te verlaten en zich aan de kusten te vestigen, om het makkelijker te maken hen te bekeren en belastingen te innen. Basco en Ivana werden als eerste gesticht. Mahatao werd nog bestuurd vanuit Basco en Uyugan en Sabtang vanuit Ivana. Over Itbayat werd pas na 1850 een goed bestuur gevormd, als gevolg van de ruige onherbergzame kuststrook van dit eiland. Langzaam aan gingen de Ivatan meer op de overige Filipino's lijken. Ze werden door de Spanjaarden gedwongen om zich zo te kleden als hun landgenoten. Daarnaast vertrokken vele Ivatans naar Manilla. Zij brachten na verloop van tijd de revolutionaire ideeën van de Katipunan terug naar het eiland en uiteindelijk vermoordden ze de Spaanse gezaghebber generaal Fortea en verklaarden zich onafhankelijk.
Gedurende de Amerikaanse overheersing kwam de ontwikkeling van de eilandengroep goed op gang. Er werden openbare scholen gebouwd, in 1920 werd het mogelijk om te telegraferen en in 1930 werd een vliegveld aangelegd. Verder werden wegen aangelegd en de Batanes highschool opgericht.
In de Tweede Wereldoorlog werden vele Ivatanmannen door de Japanners gedood en hun vrouwen verkracht. Na herovering van de macht door de VS werd Batanes weer een provincie.

## Mensen en Cultuur

### Bevolkingsgroepen
De oorspronkelijke bewoners van Batanes worden Ivatan genoemd. Deze groep lijkt qua cultuur, ras en taal dichter bij de Taiwanese aboriginals te liggen dan bij de overige Filipijnse bevolkingsgroepen.

### Talen
De meeste inwoners van Batanes spreken Ivatan of Itbayaten. Daarnaast wordt ook Filipijns en Engels door de meeste inwoners gesproken.

## Geografie

### Topografie
De provincie Batanes ligt op de Bataneilanden tussen 20°16' en 21°05' noorderbreedte en van 121°49' tot 122°02' oosterlengte. De eilandengroep is het noordelijkste territorium van de Filipijnen, tussen de Babuyaneilanden en Taiwan in. De afstand van het noordelijkste eiland, Mavudis tot het noordelijkste puntje van Luzon, kaap Engaño bedraagt 270 kilometer, terwijl de afstand tot het zuidelijkste puntje van Taiwan, slechts 160 kilometer is. Naast Mavudis, bestaat de provincie nog uit de eilanden Misanga, Ditarem, Siayan, Itbayat, Dinem, Batan, Sabtang, Ivuhos en Diadekey. Alleen de drie grootste eilanden, Batan, Itbayat en Sabtang, zijn bevolkt.

### Bestuurlijke indeling
Batanes bestaat uit zes gemeenten.
| - Basco - Itbayat - Ivana | - Mahatao - Sabtang - Uyugan |

Deze gemeenten zijn weer onderverdeeld in 29 barangays.

### Klimaat
De gemiddelde temperatuur in de provincie Batanes ligt vooral in de maanden december, januari en februari zo'n 6 tot 7 graden lager dan de temperatuur in de rest van de Filipijnen als gevolg van de veel noordelijkere ligging. Als gevolg van de ligging in de zogenaamde tyfoongordel worden de eilanden frequent geteisterd door tyfoons.

#### Temperatuur
| Basco                   | jan | feb | mar | apr | mei | jun | jul | aug | sep | okt | nov | dec | jaar |
| ----------------------- | --- | --- | --- | --- | --- | --- | --- | --- | --- | --- | --- | --- | ---- |
| Gemiddelde temp. (°C)   | 21  | 22  | 24  | 25  | 28  | 28  | 28  | 28  | 27  | 25  | 24  | 23  | 25   |
| Gem. maximum temp. (°C) | 24  | 25  | 27  | 28  | 31  | 31  | 31  | 31  | 30  | 28  | 27  | 25  | 28   |
| Gem. minimum temp. (°C) | 20  | 21  | 23  | 25  | 25  | 25  | 25  | 25  | 24  | 23  | 22  | 21  | 19   |
| bron: Weatherbase       |     |     |     |     |     |     |     |     |     |     |     |     |      |

#### Neerslag
| Basco                     | jan | feb | mar | apr | mei | jun | jul | aug | sep | okt | nov | dec | jaar |
| ------------------------- | --- | --- | --- | --- | --- | --- | --- | --- | --- | --- | --- | --- | ---- |
| Gemiddelde neerslag (cm)  | 20  | 15  | 12  | 9   | 12  | 30  | 26  | 41  | 37  | 29  | 29  | 28  | 292  |
| Dagen met regen           | 14  | 9   | 8   | 6   | 7   | 10  | 11  | 14  | 15  | 14  | 13  | 15  | 140  |
| Gem. luchtvochtigheid (%) | 82  | 81  | 81  | 82  | 82  | 84  | 83  | 84  | 84  | 81  | 81  | 81  | 82   |
| bron: Weatherbase         |     |     |     |     |     |     |     |     |     |     |     |     |      |

## Demografie
Batanes had bij de census van 2015 een inwoneraantal van 17.246 mensen. Dit waren 642 mensen (3,9%) meer dan bij de vorige census van 2010. Ten opzichte van de census van 2000 was het aantal inwoners gegroeid met 779 mensen (4,7%). De gemiddelde jaarlijkse groei in die periode kwam daarmee uit op 0,73%, hetgeen lager was dan het landelijk jaarlijks gemiddelde over deze periode (1,72%).

De bevolkingsdichtheid van Batanes was ten tijde van de laatste census, met 17.246 inwoners op 219,01 km², 78,7 mensen per km².

## Economie
De meeste inwoners van Batanes zijn werkzaam in de (kleinschalige) landbouw of de visserij.
Uit cijfers van het National Statistical Coordination Board (NSCB) uit het jaar 2003 blijkt dat 9,0% (12.279 mensen) onder de armoedegrens leefde. In het jaar 2000 was dit 18,1%. Batanes was daarmee gemiddeld duidelijk minder arm dan het landelijk gemiddelde van 28,7% en stond 78e op de lijst van provincies met de meeste mensen onder de armoedegrens. Van alle 79 provincies, ten tijde van het onderzoek, stond Batanes 74e op de lijst van provincies met de ergste armoede..

## Flora en fauna
In de provincie komen een aantal zeldzame vogelsoorten voor, zoals de formosapapegaaiduif (Treron formosae), de ryukyudwergooruil (Otus elegans) en Hypothymis helenae.
De eilandengroep wordt door trekvogels veel gebruikt als tussenstop op hun tocht van Japan of Taiwan naar de Filipijnen.
Er is niet veel bekend over de hier voorkomende zoogdieren. Voor zover bekend is dit de enige plek in de Filipijnen waar de Crocidura attenuata voorkomt. Daarnaast zijn er de volgende drie soorten vleemuizen te vinden: Pteropus dasymallus, Cynopterus brachyotis en Rhinolophus virgo.
In de wateren rond de eilanden komen ook diverse bedreigde schildpadsoorten voor zoals de karetschildpad (Eretmochelys imbricata), de soepschildpad (Chelonia mydas) en de warana (Lepidochelys olivacea).
Daarnaast zijn er minstens 16 voor deze provincie endemische soorten vaatplanten te vinden en zo'n 47 soorten die daarnaast alleen nog op de Babuyaneilanden voorkomen. Voorbeelden zijn Lilium philippinensis, Podocarpus costalis en Podocarpus polystchyus.
Op 28 februari 1994 werden grote delen van de Bataneilanden tot beschermd gebied verklaard. In totaal heeft nu 213.578 ha (waarvan 20.323 ha op land en 193.255 ha op zee) de status beschermd landschap en zeegezicht.

## Geboren in Batanes
- Pacita Abad (5 oktober 1946), kunstschilder (overleden 2004).